# Kulithalai
Kulithalai é uma cidade e um município no distrito de Kapur, no estado indiano de Tamil Nadu.

## Demografia
Segundo o censo de 2001,  Kulithalai  tinha uma população de 26,152 habitantes. Os indivíduos do sexo masculino constituem 50% da população e os do sexo feminino 50%. Kulithalai tem uma taxa de literacia de 78%, superior à média nacional de 59.5%: a literacia no sexo masculino é de 84% e no sexo feminino é de 73%. Em Kulithalai, 10% da população está abaixo dos 6 anos de idade.